# Ferdinand I. (Neapel)

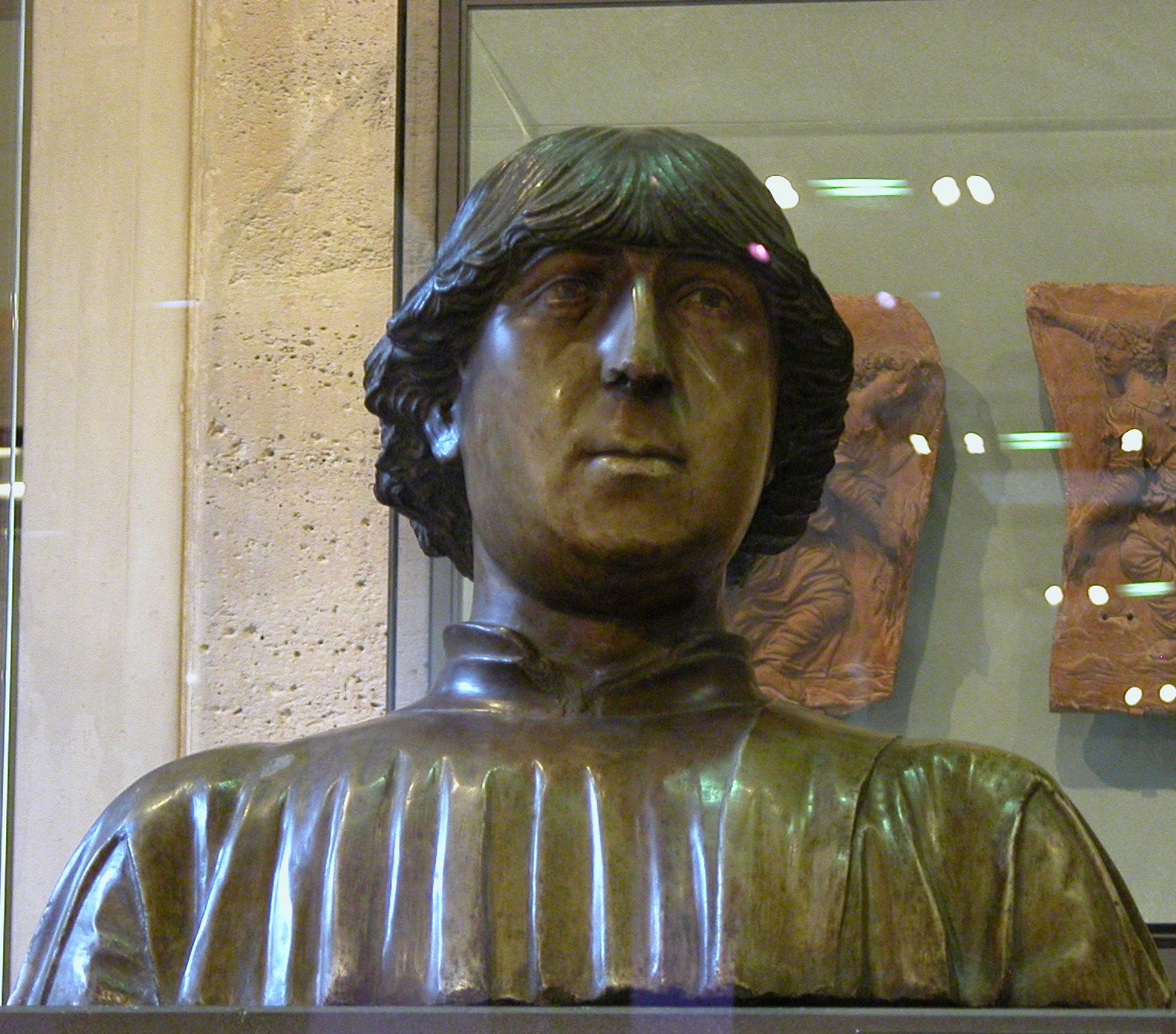
Büste Ferdinands I. im Louvre

Ferdinand I. bzw. Ferrante (* 2. Juni 1424 in Valencia; † 25. Januar 1494 in Genua) war ab 1439 Generalleutnant, danach 1443 Herzog von Kalabrien und wurde im Jahr 1458 – im Alter von 34 Jahren – König von Neapel und hatte diese Herrschaft bis zu seinem Tod inne.

## Leben
Ferdinand I. wurde als unehelicher Sohn Alfons’ V. von Aragón geboren, der sich, von der Königin Johanna II. adoptiert, 1421 des Throns von Neapel bemächtigt hatte. Die Quellen sind sich über Ferdinands Mutter nicht einig, einige nennen Dona Margarita de Ixar, eine Hofdame von Alfons’ Frau, Königin Maria von Kastilien, die diese angeblich nach der Geburt ermorden ließ, andere Quellen nennen eine Vilardona Carlina. Alfons ließ seinen Sohn 1438 nach Neapel bringen und erreichte 1440 die Anerkennung Ferdinands als ehelich geborenen Sohn durch Papst Eugen IV. Ferdinand wurde 1443 zum Herzog von Kalabrien und Thronfolger in Neapel erklärt und vom Papst als solcher bestätigt.
Seit 1445 mit Isabella von Clermont, der Tochter des Grafen von Copertino, Tristan de Clermont, vermählt, besetzte er nach dem Tod seines Vaters 1458 Neapel. Papst Kalixt III., der die Legitimation durch Eugen nicht anerkannte, verweigerte die Belehnung des unehelich Geborenen, starb aber im gleichen Jahr. Die Belehnung erfolgte dann durch Kalixts Nachfolger Pius II. Dennoch hatte Ferdinand mehrere Jahre gegen den Prätendenten René von Anjou, den Sohn Herzog Johanns von Kalabrien, zu kämpfen. Mit der Unterstützung des Mailänders Francesco Sforza gelang es ihm, die Vertreter des Hauses Anjou zu vertreiben; zum Dank belehnte Ferdinand Francescos Sohn Sforza Maria Sforza (18. Aug. 1451 bis 29. Juli 1479) mit dem neapolitanischen Herzogtum Bari. Militärische Hilfe gegen Anjou erfuhr Ferdinand auch durch den seit 1451 als Heerführer im Dienst Neapels stehenden Fürsten Georg Kastriota Skanderbeg und dessen Truppen, denen es gelang, den von Fürst Giovanni Antonio Orsini del Balzo angeführten Aufstand der lokalen Barone (1459–1462) niederzuschlagen.
1465 gelangte Ferdinand dann in den Besitz des Reichs und festigte seine Macht durch Vermählung seiner Tochter mit dem Neffen des Papstes Sixtus IV., Leonardo della Rovere, und Vermählung seines Sohns Alfons mit der Tochter des Herzogs von Mailand, Hippolyta Maria Sforza.
1463 wurde er zum Ritter des Hosenbandordens und 1473 zum Ritter des Ordens vom Goldenen Vlies gewählt.

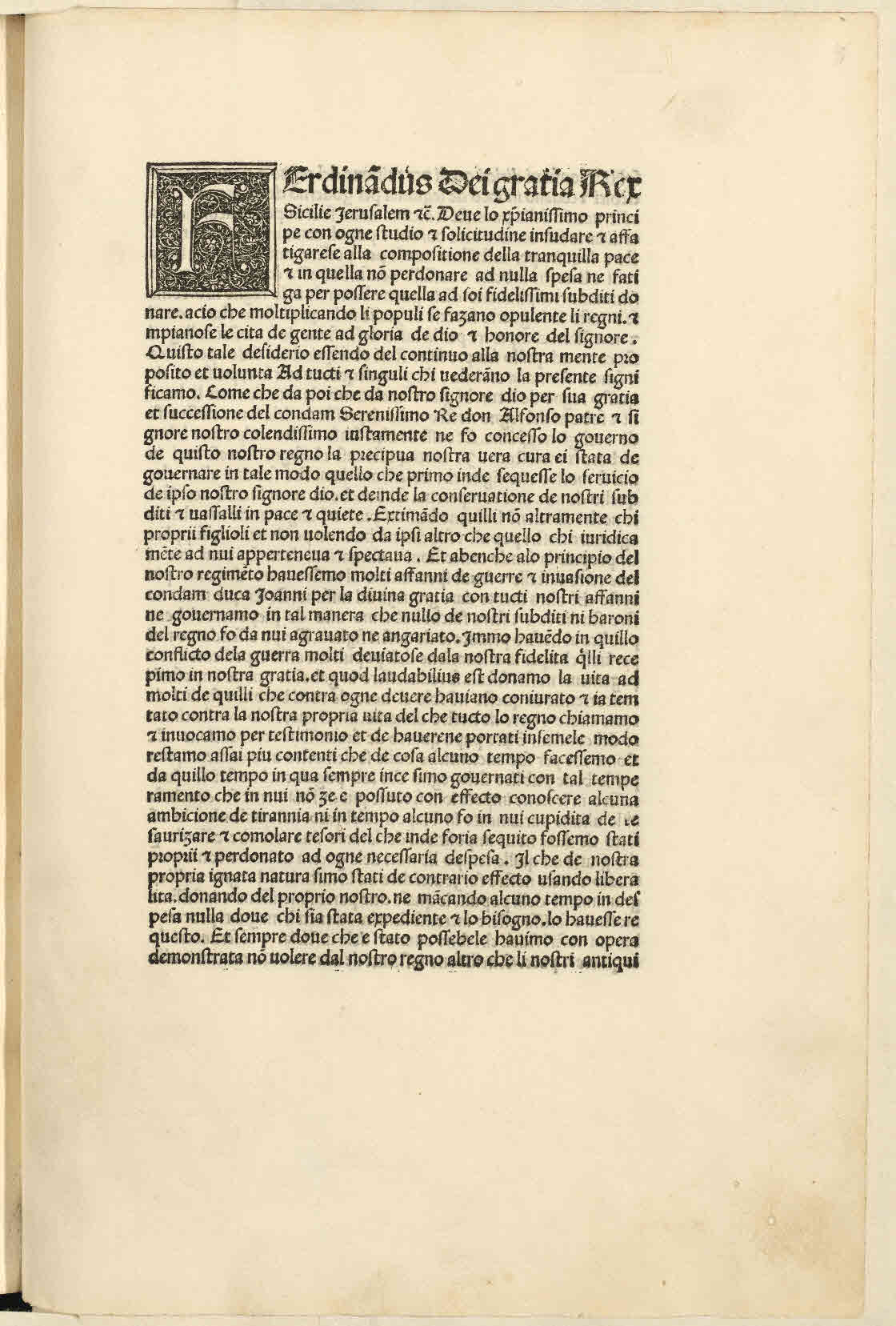
Esortazione di insorgere contro i baroni ribelli, 1486

Kurz vor dem Tode Ferdinands I. verband sich Herzog Ludovico Sforza von Mailand, aufgereizt von ihm feindlich gesinnten Adel, mit Karl VIII. von Frankreich zur Geltendmachung der Rechte des Hauses Anjou auf den neapolitanischen Thron. Während seiner Bemühungen, dieses Bündnis wieder zu lösen, starb Ferdinand am 25. Januar 1494 im Alter von 69 Jahren in Genua.
Ferdinand war ein staatskluger und energischer Fürst, der die Königsmacht besonders durch Schwächung des Adels stärkte und selbst dem Papst gegenüber seine Selbständigkeit wahrte.
Auch für die materiellen Interessen (namentlich die Seidenzucht) sorgte er sehr eifrig, ebenso für die Wissenschaften, besonders die Jurisprudenz. Sein Hof war ein Zentrum des Humanismus und der Renaissance.
Jacob Burckhardt beschrieb Ferdinand jedoch als

„düster und grausam […], jedenfalls ist er unter den damaligen Fürsten der schrecklichste. Rastlos thätig, als einer der stärksten politischen Köpfe anerkannt, dabei kein Wüstling, richtet er alle seine Kräfte, auch die eines unversöhnlichen Gedächtnisses und einer tiefen Verstellung, auf die Zernichtung seiner Gegner. Beleidigt in allen Dingen, worin man einen Fürsten beleidigen kann, indem die Anführer der Barone mit ihm verschwägert und mit allen auswärtigen Feinden verbündet waren, gewöhnte er sich an das Aeusserste als an ein Alltägliches. Für die Beschaffung der Mittel in diesem Kampfe und in seinen auswärtigen Kriegen wurde wieder etwa in jener mohammedanischen Weise gesorgt, die Friedrich II. angewandt hatte: mit Korn und Oel handelte nur die Regierung; den Handel überhaupt hatte Ferrante in den Händen eines Ober- und Grosskaufmanns, Francesco Coppola, zentralisiert, welcher mit ihm den Nutzen teilte und alle Reeder in seinen Dienst nahm; Zwangsanleihen, Hinrichtungen und Konfiskationen, grelle Simonie und Brandschatzung der geistlichen Korporationen beschufen das übrige. Nun überliess sich Ferrante ausser der Jagd, die er rücksichtslos übte, zweierlei Vergnügungen: seine Gegner entweder lebend in wohlverwahrten Kerkern oder tot und einbalsamiert, in der Tracht, die sie bei Lebzeiten trugen, in seiner Nähe zu haben. Er kicherte, wenn er mit seinen Vertrauten von den Gefangenen sprach; aus der Mumienkollektion wurde nicht einmal ein Geheimnis gemacht. Seine Opfer waren fast lauter Männer, deren er sich durch Verrat, ja an seiner königlichen Tafel bemächtigt. Völlig infernal war das Verfahren gegen den im Dienst grau und krank gewordenen Premierminister Antonello Petrucci, von dessen wachsender Todesangst Ferrante immerfort Geschenke annahm, bis endlich ein Anschein von Teilnahme an der letzten Baronenverschwörung den Vorwand gab zu seiner Verhaftung und Hinrichtung, zugleich mit Coppola [1487]. Die Art, wie dies alles bei Caracciolo und Porzio dargestellt ist, macht die Haare sträuben.“

## Nachkommen
Mit seiner ersten Frau Isabella von Clermont (* Januar 1424; † 30. März 1465) hatte Ferdinand sechs Kinder:
- Alfons II. von Neapel (* 4. November 1448; † 18. Dezember 1495)
- Eleonora von Aragón (* 22. Juni 1450; † 11. Oktober 1493) ⚭ Ercole I. d’Este, Herzog von Ferrara
- Friedrich IV. von Neapel (* 19. April 1452; † 9. November 1504)
- Johannes von Neapel (* 25. Juni 1456; † 17. Oktober 1485), Erzbischof von Tarent und später Kardinal
- Beatrix von Aragón, (* 14. September oder 16. November 1457; † 23. September 1508)

1. ⚭ Matthias Corvinus, König von Ungarn, Gegenkönig von Böhmen
2. ⚭ Vladislav II., König von Böhmen und Ungarn

- Franz von Neapel (* 16. Dezember 1461; † 26. Oktober 1486), Herzog von Sant Angelo

1465 verwitwet heiratete Ferdinand 1477 seine Cousine Johanna von Aragón (* 1454; † 19. Januar 1517), Tochter von Johann II., König von Aragón. Mit ihr hatte er zwei Kinder:
- Johanna von Neapel (* 1478; † 27. August 1518) ⚭ ihrem Neffen Ferdinand II. von Neapel
- Karl von Neapel (* 1480)

Mit seiner Mätresse Diana Guardato hatte er drei Kinder:
- Ferdinand d’Aragona, Herzog von Cajazzo
- Maria d’Aragona ⚭ Antonio Todeschini Piccolomini d’Aragona, Neffe von Pius II. und Bruder von Pius III.
- Giovanna d’Aragona ⚭ Leonardo della Rovere, Neffe von Sixtus IV. und Bruder von Julius II.

Mit seiner Mätresse Eulalia Ravignano hatte er eine Tochter:
- Maria d’Aragona ⚭ Gian Giordano Orsini

Mit seiner Mätresse Giovanna Caracciola hatte er vier Kinder:
- Ferdinand d’Aragona († 1549), Herzog von Montalto
- Arrigo d’Aragona
- Cesare d’Aragona
- Leonor d’Aragona

Zudem hatte Ferdinand noch eine Tochter:
- Lucrezia d’Aragona, von Giovanna Caracciola oder Eulalia Ravignano ⚭ Onorata III. Gaetani d’Aragona